# Ellisville (Illinois)
Ellisville es una villa ubicada en el condado de Fulton en el estado estadounidense de Illinois. En el Censo de 2010 tenía una población de 96 habitantes y una densidad poblacional de 136,77 personas por km².

## Geografía
Ellisville se encuentra ubicada en las coordenadas 40°37′38″N 90°18′22″O / 40.62722, -90.30611. Según la Oficina del Censo de los Estados Unidos, Ellisville tiene una superficie total de 0.7 km², de la cual 0.7 km² corresponden a tierra firme y (0%) 0 km² es agua.

## Demografía
Según el censo de 2010, había 96 personas residiendo en Ellisville. La densidad de población era de 136,77 hab./km². De los 96 habitantes, Ellisville estaba compuesto por el 98.96% blancos, el 0% eran afroamericanos, el 0% eran amerindios, el 0% eran asiáticos, el 0% eran isleños del Pacífico, el 1.04% eran de otras razas y el 0% pertenecían a dos o más razas. Del total de la población el 1.04% eran hispanos o latinos de cualquier raza.